# Военно издателство
„Военно издателство“ е държавно книгоиздателство в София, България.
Създадено е през 1888 година. Ръководи се от държавния орган (министерството), ръководещо Българската армия. От 1999 г. функционира като еднолично (държавно по собственост) търговско дружество пак под негово ръководство.

## История
Военното издателство води началото си от приказ № 234 от 28 април 1888 г. на военния министър, чрез който се създава редакционен комитет на списание „Военен журнал“.
През 1890 г. е преименувано на „Военно-издателски фонд“, през 1912 г. – на „Военно книгоиздателство“, от 1914 г. отново е „Военно-издателски фонд“, от 1921 г. – „Армейски книгоиздателски фонд“, от 1951 г. – „Държавно военно издателство“, от 1976 г. – „Военно издателство“, от 1991 г. – Военно издателство „Георги Победоносец“, от 1992 г. – Военноиздателски комплекс „Георги Победоносец“, от 1993 г. – Издателство на Министерството на отбраната „Св. Георги Победоносец“. През 1999 г. е преобразувано в търговско дружество „Военно издателство“ ЕООД.
Сградата на издателството, изградена в началото на 1940-те години, е трябвало да бъде банка и под нея все още има добре изграден трезор. Впоследствие заради Втората световна война откриването на банката е отложено, а след 1947 година новата власт национализира сградата и я дава на Военното издателство, което превръща неосъществения банков салон в хале за печатница на издателството. Красивата и стилна сграда е изградена по проект на известния архитект Георги Овчаров.

### Издания
- списание „Военен журнал“ (1888 – 1947)
- списание „Войнишка сбирка“ (1893 – 1914)
- списание „Отечество“ (1914 – 1918)
- списание „Български воин“ (1923 – 1940, 1952 – сега)
- списание „Военна мисъл“

### Поредици
- Военна библиотека (1893 – 1914)
- Походна войнишка библиотека (1917 – 1925)
- Библиотека за войника и сержанта (1954 – 1964)
- Библиотека „Военни приключения“ (1956 – 1966)
- Библиотека „Следа“ (1964 – 1973)
- Бележити пълководци и военни дейци (1964 –)
- Библиотека „Невидимият фронт“ (1965 – 1981)
- Военна етика, педагогика, психология
- Военни мемоари (1969 – )
- Военни знания (1969 – )
- Световна военна белетристика
- Спомени и събития
- Героика и приключения
- Аз съм българче

Понастоящем Военното издателство издава множество книги на военна тематика, както и периодичното издание списание „Военноисторически сборник“.